# NGC 7233
NGC 7233 (другие обозначения — PGC 68441, ESO 289-8, AM 2212-460, IRAS22127-4605) — галактика в созвездии Журавль.
Этот объект входит в число перечисленных в оригинальной редакции «Нового общего каталога».